# Astragalus fucatus
Astragalus fucatus es una especie de planta del género Astragalus, de la familia de las leguminosas, orden Fabales.

## Distribución
Astragalus fucatus se distribuye por Estados Unidos (Arizona, Colorado, Nuevo México y Utah).

## Taxonomía
Fue descrita científicamente por Barneby. Fue publicada en Leafl. W. Bot. 9: 89 (1960).